# Propagazione vegetativa

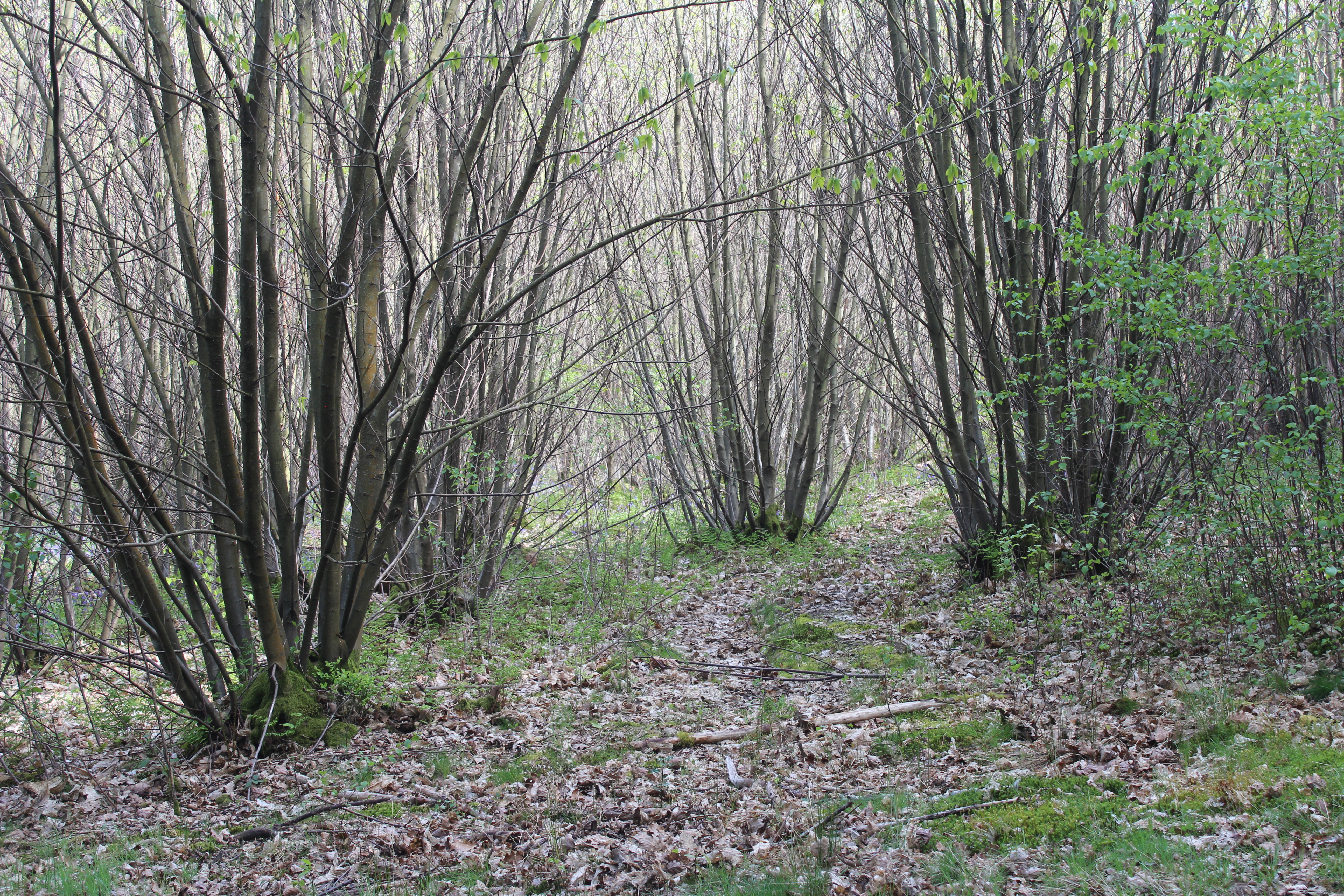
Propagazione vegetativa tramite polloni di Castanea sativa

La propagazione vegetativa è una delle due modalità per la riproduzione utilizzata dalla divisione di piante dette angiosperme. La propagazione vegetativa coinvolge solo un individuo e non vi è la produzione dei gameti (nell'altra modalità invece, la riproduzione sessuale, si ha la fusione di gameti provenienti da individui diversi).
Spesso la propagazione vegetativa viene erroneamente chiamata "moltiplicazione vegetativa" o "riproduzione vegetativa".

## Descrizione
Nella propagazione vegetativa la progenie viene formata mediante la separazione, da un individuo preesistente, di organi o parti di organi che porteranno alla formazione di un nuovo individuo geneticamente identico (clone); questo permette alle piante di propagarsi velocemente su vasti territori grazie alla maggiore velocità moltiplicativa (i nuovi individui possono contare, temporaneamente o talora permanentemente, sui supporti nutritivi forniti dalla pianta madre) ed alla maggiore efficienza mostrata rispetto alle più complesse e dispendiose forme di riproduzione sessuale; talvolta può svolgere un ruolo suppletivo essenziale nella estensione di popolazioni vegetali risiedenti in ambienti climaticamente difficili, rispetto alla pura riproduzione sessuata che può essere delicata e vulnerabile (es. nelle Briofite e nelle Felci), o realizzabile solo in particolari condizioni, anche se il sistema sessuale conserva pur sempre il vantaggio enorme della possibilità evolutiva.
La propagazione vegetativa, nonostante ciò, presenta, soprattutto quando non affiancata sui lunghi periodi da una corretta riproduzione sessuale, gravissimi svantaggi a livello evolutivo ed adattativo: come è facile comprendere, le nuove piante non sono nuovi individui veri e propri, ma sono invece dei veri e propri "cloni", (cioè copie) perfettamente identiche alla pianta madre. La costituzione di una popolazione in cloni annulla la variabilità genetica della popolazione stessa, e ne rende impossibili i processi di adattamento alle condizioni ambientali e ad ogni forma di selezione naturale, con una drammatica sensibilità appunto alle variazioni ambientali, a patogeni e parassiti, (semplicemente la condizione che può danneggiare o distruggere una pianta le danneggia e le distrugge tutte).
In natura, varie forme di moltiplicazione vegetativa si hanno con numerosissimi vegetali o animali semplici, come via di estensione "supplementare" a quella sessuale, per l'affermazione del proprio fenotipo, (corpo vivente) quindi di una copia esatta del proprio corpo.
In molti vegetali tale condizione supplementare è divenuta, o sta divenendo, non più la supplementare, ma progressivamente la forma principale o addirittura l'unica di diffusione della propria individualità. Così in diversi casi per l'avvento di mutazioni, poliploidia o altre aberrazioni, naturali o artificialmente indotte,  che hanno compromesso (o fortemente limitato) il sistema riproduttivo sessuale, e quindi la capacità di produrre semi, le piante sono limitate a propagarsi unicamente in questo modo (es. ananas, banano, varie varietà di frutta e agrumi senza semi, canna da zucchero, talune varietà di rose...).
Molte piante presentano delle strutture specializzate per la riproduzione vegetativa.

## Propagazione vegetativa partendo dal fusto
Nel caso di propagazione vegetativa partendo dal fusto o da sue modifiche distinguiamo:
- il rizoma
- il tubero
- il cormo
- lo stolone
- il pollone
- il bulbo
- i bulbilli epigei

## Utilizzo agronomico della propagazione vegetativa
La propagazione vegetativa viene molto utilizzata in agricoltura e in vivaistica per la riproduzione di alcuni tipi di piante.
Le tecniche più comuni sono:
- Talea
- Margotta
- Propaggine
- Innesto

## Colonie clonali
Si definisce colonia clonale l'insieme dei cloni di una pianta nati da moltiplicazione  vegetativa di un solo individuo. Data la scarsa capacità di dispersione caratterizzante questo processo, molto spesso i membri della colonia formano dei veri e propri gruppi molto estesi che possono essere fisicamente separati (e quindi accomunati solo dal loro DNA e dall'origine comune) o, spesso, interconnessi attraverso un massiccio apparato radicale comune. Esempi notevoli di colonie clonali sono gli anelli di cespugli di creosoto del deserto americano con un'età stimata di 12.000 anni, un esemplare di Lomatia tasmanica (per l'esattezza, l'ultimo sopravvissuto in natura) di oltre 40.000 anni di età ed un bosco di pioppo tremolo in Utah.